# Orfeh
Orfeh (Nueva York, 28 de marzo de 1967) es una cantante, compositora y actriz estadounidense, nominada a un Premio Tony en 2007 por su participación en el musical Legally Blonde. Orfeh y su esposo, el también actor y cantante Andy Karl, se presentaron en el musical de Broadway Pretty Woman entre 2018 y 2020.

## Discografía
| Artista/álbum                                         | Fecha  | Discográfica            | Créditos                  |
| ----------------------------------------------------- | ------ | ----------------------- | ------------------------- |
| Genevha y Mike More/Life in the Movies                | (1987) | CBS Associated Records  | Voz                       |
| Or-N-More/Or-N-More                                   | (1991) | EMI America             | Voz, composición          |
| The O'Jays/Emotionally Yours                          | (1991) | EMI America             | Voz                       |
| Freedom Williams/Freedom                              | (1993) | Columbia Records        | Voz                       |
| Varios artistas/Model Behavior                        | (2000) | Disney                  | Composición               |
| Deborah Gibson/M.Y.O.B                                | (2001) | Golden Egg Records      | Voz                       |
| Actors Fund of America/Dreamgirls                     | (2002) | Nonesuch Records        | Voz, fotografía           |
| Actors Fund of America/Hair                           | (2004) | Ghostlight Records      | Voz                       |
| The Great American Trailer Park Musical/              | (2005) | Ghostlight Records      | Voz                       |
| Varios artistas/Carols For a Cure Volume 7            | (2005) | Rock-it Science Records | Voz                       |
| Legally Blonde                                        | (2007) | Ghostlight Records      | Voz                       |
| Varios artistas/Carols For a Cure Volume 9            | (2007) | Rock-it Science Records | Voz                       |
| Orfeh/What Do You Want From Me                        | (2008) | Ghostlight Records      | Voz, producción ejecutiva |
| Varios artistas/Carols For a Cure 14                  | (2012) | Rock-it Science Records | Voz                       |
| Michael Mott/Where The Sky Ends                       | (2014) | Broadway Records        | Composición               |
| Michael Mott/Where the Sky Ends:The Dance Remixes     | (2014) | Broadway Records        | Voz, composición          |
| Orfeh/Baby Please Come Home                           | (2015) | Independiente           | Voz                       |
| Broadway for Orlando/What the World Needs Now is Love | (2016) | Broadway Records        | Voz                       |
| Orfeh/Forget My Name                                  | (2016) | Independiente           | Voz                       |

## Filmografía

### Cine y televisión
- 2020 - Ley y orden: Unidad de víctimas especiales
- 2018 - The Good Cop
- 2017 - Disney Royals
- 2015 - Film U
- 2014 - Life of an Actress: the Musical
- 2013 - Sleeping with the Fishes
- 2009 - The Battery's Down
- 2007 - Legally Blonde: The Musical
- 2007 - Across the Universe
- 2006 - Chappelle's Show
- 2006 - Kiss me again
- 2005 - Ley y orden: Acción criminal
- 2004 - Temptation
- 2003 - Sex and the City
- 2003 - Born to Diva